# Justine Lupe
Justine Lupe-Schomp  est une actrice américaine née le 31 mai 1989 à Denver. Elle se fait connaître pour son rôle de Willa Ferreyra dans Succession (2018-2023). Elle est également connue pour ses rôles dans Cristela (2014-2015), Mr. Mercedes (2017-2019) et La Fabuleuse Madame Maisel (2017-2023).

## Biographie
Justine naît le 31 mai 1989 à Denver dans le Colorado. Son père, John Lupe, s'occupe des expositions au musée d'Art de Denver. Elle est diplômée en 2007 de la Denver School of the Arts (en), où un théâtre porte le nom de sa grand-mère, Kay Schomp. Elle poursuit ses études à la Juilliard School de New York dont elle sort diplômée en 2011.

## Filmographie

### Cinéma

#### Années 2010
- 2011 : Three Forms of Insomnia : Monique[3]
- 2011 : Ex-Girlfriends (en) : Lisa
- 2012 : Not Fade Away (en) : Candace
- 2013 : Frances Ha : Nessa
- 2017 : A Midsummer Night's Dream (en) : Flute

#### Années 2020
- 2022 : American Girl : Nell Rutherford

### Télévision

#### Années 2010
- 2011 : Unforgettable : Ashley (Épisode Friended)
- 2012 : Southland : Kathy (Épisode Integrity Check)
- 2012 : La loi selon Harry : Phoebe Blake ((8 épisodes [1],[4])
- 2012 : Royal Pains : Cameron Krissy (Épisode Sand Legs)
- 2013 : Shameless : Blake Collins (Épisode May I Trim Your Hedges)
- 2014 : RIP : Fauchés et sans repos : Alice (Épisode Out-Of-Body Issues)
- 2014-2015 : Cristela : Maddie Culpepper (21 épisodes)
- 2015 : The Good Wife : Maggie Rossum (Épisode Payback)
- 2016 : Younger : Jade Winslow (3 épisodes)
- 2016 : BrainDead : Margie (Épisode The Path to War Part Two: The Impact of Propaganda on Congressional War Votes)
- 2016-2018 : Madam Secretary : Capitaine Ronnie Baker (6 épisodes)
- 2017 : Bull : Ginny Breton (Épisode EJ)
- 2017-2019 : M. Mercedes : Holly Gibney
- 2017 : Snowfall : Victoria (5 épisodes)
- 2017–2023 : La Merveilleuse Madame Maisel : Astrid Weisman (9 épisodes)
- 2018 : Alone Together : Charlotte (Pilote)
- 2018 : Sneaky Pete : Hannah (3 épisodes)
- 2018-2023 : Succession : Willa Ferreyra

#### Années 2020
- 2021-2022 : Home Economics (en) : Emilie (3 épisodes)
- 2021 : Robot Chicken : Hôtesse de l'air, mère hérisson (Épisode May Cause the Exact Thing You're Taking This to Avoid)
- 2024 : Nobody Wants This : Morgan

## Théâtre
- 2010 : Western Country de Noah Haidle, Williamstown Theatre Festival (en) : Oxana
- 2010 : House of Home de Bekah Brunstetter (en), Williamstown Theatre Festival : Molly Campbell
- 2015 : The New Sincerity de Alena Smith (en), Bay Street Theatre, New York : Rose
- 2016 : Empathitrax de Ana Nogueira (en), HERE Arts Center (en) : Her

## Distinctions

### Récompenses
- 2022 : Screen Actors Guild Award de la meilleure distribution pour une série télévisée dramatique pour Succession.